# Myrtea gabriela
Myrtea gabriela is een tweekleppigensoort uit de familie van de Lucinidae. De wetenschappelijke naam van de soort is voor het eerst geldig gepubliceerd in 1941 door Chapman.